# Хюннинен, Пааво
Па́аво Йо́ханнес Хю́ннинен (фин. Paavo Juho Hynninen; 31 мая 1883, Йоройнен, Санкт-Михельская губерния, Великое княжество Финляндское, Российская империя — 18 мая 1960, Хельсинки) — финский экономист, банкир, журналист и дипломат; министр иностранных дел Финляндии (1957—1958).

## Биография
Родился 31 мая 1883 года в Йоройсе (Йоройнене), в Великом княжестве Финляндском в семье обыкновенного фермера. После окончания средней школы в Куопио, переехал в Гельсингфорс.
В 1909 году окончил Императорский Александровский университет и стал одним из первых учителей открывшейся в Гельсингфорсе Школы экономики и торговли, параллельно работая в столице учителем географии в Сельскохозяйственной школе.
С 1913 по 1916 год работал инспектором в SavO.
С 1915 года также работает редактором новой газеты Uusi Suomi, которой в будущем суждено стать главной государственной газетой Финляндии.
С 1917 по 1922 год является управляющим директором Кредитного банка в Хельсинки.
С 1922 года работал в торгпредстве Финляндии в Петрограде, а с 1926 года — Генеральным Консулом Финляндии в Гааге.
С 1928 по 1932 год — посол Финляндии в Риге.
В 1933—1940 годах служит в качестве посла в Таллине.
В 1940—1942 годах служит в центральном аппарате Министерства иностранных дел Финляндии.
С октября 1942 года, сначала, Генеральный консул в Гётеборге, а затем и посол Финляндии в Швеции.
В 1946—1953 годах — посол Финляндии в Копенгагене
С 1953 года в отставке. Уже будучи на пенсии, был вызван Рейно Куускоски в состав Правительства в качестве Министра иностранных дел.
Скончался 18 мая 1960 года в Хельсинки, где и похоронен.